# Шонфельд, Генри
Генри Шонфельд (англ. Henry Schoenfeld; 4 октября 1857, Милуоки — 4 августа 1936, Лос-Анджелес) — американский композитор и музыкальный педагог.
Родился в немецкой семье. Начал учиться музыке у своего отца-виолончелиста, затем в 18-летнем возрасте отправился в Германию и поступил в Лейпцигскую консерваторию, где учился у Карла Райнеке и Лео Грилля (композиция), Беньямина Папперица (фортепиано), Генри Шрадика (ансамбль). Затем на протяжении года продолжил занятия композицией в Веймаре под руководством Эдуарда Лассена.
Вернувшись в 1879 г. в США, Шонфельд обосновался в Чикаго, преподавал в одной из местных музыкальных школ и дирижировал различными хоровыми коллективами. В 1904 году он возглавил женский симфонический оркестр в Лос-Анджелесе, а затем на протяжении многих лет преподавал в Калифорнийском университете, где среди его учеников был, в частности, Рой Харрис.
Среди произведений Шонфельда — опера «Атала, или Любовь двух дикарей» (англ. Atala, or The Lave of Two Savages; по одноимённой повести Шатобриана), балет «Уочиканта» (англ. Wachicanta), «Сельская симфония» (англ. Rural Symphony; 1892), оркестровые увертюры «На солнечном юге» и «Американский флаг», ряд оркестровых сочинений с использованием индейского, афроамериканского и цыганского музыкального фольклора; именно внимание Шонфельда к музыкальному и культурному наследию американских индейцев отмечается как его наиболее заметное достижение. Соната Шонфельда для скрипки и фортепиано в 1899 г. получила премию на конкурсе сонат, объявленном Анри Марто. Шонфельду принадлежат также многочисленные фортепианные пьесы, хоровая и вокальная музыка.